# Línea M3 (AUVASA)
La línea M3 de AUVASA une a primera hora de la mañana el Hospital Río Hortega y el barrio de Delicias con el centro de Valladolid. Tiene servicio de lunes a viernes laborables.

## Frecuencias
| DÍA                | LUGAR DE SALIDA | HORARIO DE SALIDA |
| ------------------ | --------------- | ----------------- |
| Laborables         | DELICIAS        | 6:50              |
| Sábados y festivos | SIN SERVICIO    | -                 |

## Paradas
Nota: Al pinchar sobre los enlaces de las distintas paradas se muestra cuanto tiempo queda para que pase el autobús por esa parada.
| Hacia Fuente Dorada                                        | Correspondencia con líneas:      |
| ---------------------------------------------------------- | -------------------------------- |
| C/ Castañuelas esq. Carraca                                | 9                                |
| C/ Armonio esq. Laúd                                       | 9                                |
| C/ Miguel Ruiz de Temiño esq. Juan Carlos I sentido centro | 9                                |
| C/ Embajadores 71                                          | 6 9                              |
| C/ Embajadores 57 esq. Transición                          | 6 9 C1                           |
| C/ Embajadores fte. 72 esq. Hornija                        | 6 9 C1                           |
| C/ Embajadores fte. 58 Esc. Oficial de Idiomas             | 6 9 C1                           |
| Avda. Segovia igl. del Carmen                              | 6 9 13 14 C1                     |
| Avda. Segovia 99 esq. Olmedo                               | 6 9 13 14 C1                     |
| Avda. Segovia 57 esq. Pº San Vicente                       | C1                               |
| Pº San Vicente 35 esq. Sevilla                             | C1                               |
| C/ Cádiz 15                                                | C1                               |
| C/ Málaga esq. Bilbao                                      | -                                |
| Pza. Circular 7 esq. Industrias                            | M7 3 17 18 19 U1                 |
| C/ Nicolás Salmerón 19 esq. Labradores                     | M7 3 18 19                       |
| Pza. Caño Argales                                          | M7 3 6 9 13 14 18 19             |
| Pza. Madrid 2                                              | M7 3 6 9                         |
| Pza. Fuente Dorada                                         | M1 M2 M4 M5 M6 M7 1 2 3 4 6 8 24 |